# Кырджи, Халук
Халук Кырджи (тур. Haluk Kırcı; 1958, Эрзурум) — турецкий ультраправый террорист, боевик неофашистского движения Серые волки. Участник и организатор политических убийств. Ближайший соратник Абдуллы Чатлы. Неоднократно арестовывался, был приговорён к смертной казни с заменой на длительный тюремный срок. Пользуется влиянием в экстремистских националистических кругах.

## Неофашистские теракты
Ранние годы Халука Кырджи в открытых источниках не описаны. Известно, что со второй половины 1970-х Кырджи активно участвовал в террористической деятельности ультраправого движения Серые волки, молодёжной организации, аффилированной с националистической партией Алпарслана Тюркеша. Считался «правой рукой» Абдуллы Чатлы. За особую жестокость и специфическую внешность получил кличку Иди Амин.
24 марта 1978 Кырджи участвовал в убийстве прокурора Догана Оза, расследовавшего подпольную деятельность Глубинного государства. 9 октября 1978 он под началом Чатлы руководил Бахчелиэвлерской резнёй — убийством в Анкаре семерых студентов, состоявших в марксистской Рабочей партии (одну из жертв задушили полотенцем, четверых застрелили, а двух оставшихся убили по дороге). Ворвавшись в квартиру, где студенты смотрели телевизор, Кырджи был раздосадован, не обнаружив у них никакого оружия: «Что это за революция... В доме даже нет оружия». 
Был объявлен в розыск, скрывался от полиции. После переворота 1980 ушёл в глубокое подполье.

## Суд и приговор
В 1986 Кырджи явился с повинной, признав свою ответственность за Бахчелиэвлерскую резню. Получил семь смертных приговоров, заменённых на 10 лет заключения за каждого из семи убитых. В 1989 пытался бежать из тюрьмы с поддельными документами.
Условно-досрочно освобождён в апреле 1991. Согласно одной из версий, турецкие власти рассчитывали использовать Кырджи для организации турецкой общины в ФРГ.
В августе 1992 Кырджи женился, причём на свадебной церемонии присутствовал губернатор Эрзурума Мехмет Агар, ранее начальник полиции Стамбула, впоследствии министр юстиции.

## Продолжение судебного преследования
В начале 1996 Кырджи вновь был арестован, но в тот же день бежал. Проживал под чужими именами, несколько лет работал в медицинских компаниях.
В январе 1999 Кырджи был арестован в ходе антитеррористической спецоперации. Он вновь предстал перед судом, ему был предъявлен ряд обвинений криминального характера. По некоторым эпизодам — например, убийство криминального бизнесмена Омера Топала — он был признан невиновным, однако по совокупности доказанных деяний был приговорён к четырём годам заключения.
В 2004 он был вновь объявлен в розыск по вновь открывшимся обстоятельствам в деле о Бахчелиэвлерской резне. Пытался скрыться, но был арестован. Освобождён в мае 2010, вновь арестован в феврале 2011. Вышел на свободу 4 февраля 2014 года.

## Оценки и самооценка
В современном турецком обществе Халук Кырджи воспринимается как преступник и террорист. Однако он пользуется авторитетом и популярностью в кругах национал-экстремистов. После гибели Абдуллы Чатлы он остаётся фигурой, символизирующей времена максимальной активности «Серых волков».
Свои террористические действия Халук Кырджи объясняет политической ситуацией в Турции конца 1970-х годов:

Мне было тогда двадцать лет. Шла Холодная война. Я считал, что моей стране грозит коммунистический захват… Таково было время. Только ли я был убийцей? Один ли я убил пять тысяч человек? Где остальные убийцы? Проводились специальные операции, это было делом государства.

Халук Кырджи написал роман Çapraz Biçildi İsyanlarım («Крест увидел мой бунт»), в котором выведены образы молодых турецких националистов, вдохновлённых примерами Алпарслана Тюркеша, Абдаллы Чатлы, Мухсина Языджиоглу.